# Lijst van gemeentelijke monumenten in Klarenbeek
De plaats Klarenbeek heeft gemeentelijke monumenten in de gemeente Apeldoorn en Voorst. Hieronder een overzicht.

## Apeldoorn
In de gemeente Apeldoorn kent de plaats Klarenbeek 6 gemeentelijke monumenten:
| Object                  | Bouwjaar | Architect | Locatie      | Coördinaten                 | Nr.         | Afbeelding              |
| ----------------------- | -------- | --------- | ------------ | --------------------------- | ----------- | ----------------------- |
|                         |          |           | Elsbosweg 72 | 52° 10' 7" NB, 6° 3' 26" OL | 0200/WN1151 |                         |
| Boerderij met 2 schuren |          |           | Woudweg 53   | 52° 9' 53" NB, 6° 1' 47" OL | 0200/WN1152 | Boerderij met 2 schuren |
| Vml schuur              |          |           | Woudweg 57   | 52° 9' 54" NB, 6° 1' 52" OL | 0200/WN1153 | Vml schuur              |
| Vml schuur              |          |           | Woudweg 59   | 52° 9' 54" NB, 6° 1' 53" OL | 0200/WN1154 | Vml schuur              |
| Vml schuur              |          |           | Woudweg 61   | 52° 9' 54" NB, 6° 1' 54" OL | 0200/WN1155 | Vml schuur              |
| Woonhuis                |          |           | Woudweg 63   | 52° 9' 53" NB, 6° 1' 53" OL | 0200/WN1156 | Woonhuis                |

## Voorst
In de gemeente Voorst kent de plaats Klarenbeek 7 gemeentelijke monumenten:
| Object                                                                 | Bouwjaar      | Architect | Locatie              | Coördinaten                  | Nr.      | Afbeelding           |
| ---------------------------------------------------------------------- | ------------- | --------- | -------------------- | ---------------------------- | -------- | -------------------- |
| Hallehuis met winkel                                                   | 1848          |           | J.R. Krepellaan 2-2A | 52° 10' 7" NB, 6° 4' 25" OL  | 0285/001 | Hallehuis met winkel |
| R.K. Kerk                                                              | 1929          |           | Kerkweg 2            | 52° 10' 9" NB, 6° 4' 28" OL  | 0285/002 | R.K. Kerk            |
| Pastorie                                                               | 1855          |           | Kerkweg 4            | 52° 10' 8" NB, 6° 4' 27" OL  | 0285/003 | Pastorie             |
| De Halterkamp                                                          | 1872          |           | Kopermolenweg 21     | 52° 9' 35" NB, 6° 4' 48" OL  | 0285/004 | De Halterkamp        |
| Hoetinkshoeve                                                          | 1900-1925     |           | Oudhuizerstraat 23   | 52° 9' 59" NB, 6° 5' 27" OL  | 0285/005 | Hoetinkshoeve        |
| Drie grafheuvels in het Appensche Veld                                 | ca 2000 v Chr |           | Watergatstraat       | 52° 10' 44" NB, 6° 7' 23" OL | 0285/006 | Upload foto          |
| Drie naast elkaar liggende onopvallende heuveltjes in het Appense Veld | ca 2000 v Chr |           | Landweg              | 52° 10' 26" NB, 6° 5' 22" OL | 0285/007 | Upload foto          |